# سنت-کلود، ژورا
سنت-کلود، ژورا (انگلیسی: Saint-Claude, Jura) یک کمون و ناحیه فرعی واقع در ژورا، بورگونی-فرانش-کنته در شرق فرانسه است.